# SFC中国語研究室
SFC中国語研究室は、慶應義塾大学湘南藤沢キャンパスに置かれる中国語の研究室。

## 解説
λ館508号室にある。「中国語で世界を知り、世界への扉を開く」ことをモットーに中国語教育を行っている。学部生が担当するSAや大学院生が担当するTAが常駐しており、中国語を学んでいる学生に教える。
中国語ベーシックスラス、中国語インテンシブクラス、中国語スキル科目を開催している。ベーシックは通常の第二外国語科目で一週間に２コマであり、インテンシブは週４コマである。インテンシブは１～４期（４学期分、２年間）、ベーシッククラスは1～３期まである（３学期分、１年半）。インテンシブでは、中国語で中国語が教えられているところが特徴である。また、ほぼ毎週単語テストがある。スキルは上級科目である。具体的には、「経済」、「近現代史」、「思想」、「ビジネス」、「検定」、「会話」、「外交」、「日中文化比較」のクラスが開講されている。
途中の期から参加するためには「科挙」というSFC独自の中国語試験を受験する必要があるが、この試験も中国語研究室が実施している。口頭試験である。「科挙」を受験せず、中国語科目を履修できない学生が度々生じているため、注意が必要である。試験に関する情報は研究室のホームページに掲載される。
ホームページには授業と連動したクイズやテキストの音声が掲載されているが、利用にはkeio.jpが必要。教科書は中国語研究室の教員自作のもので、動画もキャンパス内で撮影されていることから、学生にとっては馴染みやすいものである。

## 教員
2025年現在、4名の専任教員と14名の非常勤講師がいる。
専任教員には田島英一（総合政策学部教授、政策・メディア研究科委員。中国市民社会論、公共宗教論、キリスト教系団体研究）や鄭浩瀾（総合政策学部准教授、政策・メディア研究科委員。中国近現代史、中国地域研究）、宮本大輔（総合政策学部准教授、政策・メディア研究科委員。社会言語学、中国語学、中国語教育）、華金玲（総合政策学部訪問講師。科学技術イノベーション、情報通信政策、デジタル社会とメディア利用、バーチャル空間の言語習得）が名を連ねる。非常勤講師には王慧琴（中国語学、中国ジェンダー研究）や川田健（中国思想、地域研究、トランスカルチャー論）、韓氷（比較文学、比較文化）、劉璐（日中対照言語学、中国語教育学、言語の位相と位相差研究）、王暁音（国際社会学、中国系移民研究、質的研究法）、辛孟軻（中国近現代史）、新田順一（中国政治）、厳馥（日中対照言語学、中国語学、語彙の意味研究）、佐々木聡（社会学、市民社会論、社会的企業論）、金牧功大（現代中国政治史）、楊洲（中国語学）、黄天凝（東アジア国際政治、戦後日中関係史）、茜千里（中国語教育、語用論）がおり、言語の専門家に限らず在籍している。

## イベント

### 寸劇大会
教科書のテキストを覚えて、役柄になり切って演じる大会。優秀者には商品もある。

### キャンパスツアー
中国語で中国留学生にキャンパスを案内するイベント。

### 語る会
テーマが与えられ、それについて中国語で準備し発表する。2025年には「私の子供時代」、「中高時代」、「中華街の歴史」のテーマだった。

### 餃子パーティー
中国留学生と日本人がキャンパス内の施設を使って餃子を作る。

## 海外研修
国立台湾師範大学や北京大学等、海外の有名大学への夏休みの留学の機会がある。帰国後は申告することによって４単位取得することができる。
1. 1 2 3  “SFC中国語研究室”. china-lab.sfc.keio.ac.jp. 2025年8月2日閲覧。
2. ↑  “第31回：中国語ベーシック | SFC授業紹介” (2011年5月14日). 2025年8月2日閲覧。
3. ↑  “【2025春】言語紹介note 前半編｜湘南自治会”. note（ノート） (2025年3月20日). 2025年8月2日閲覧。
4. 1 2 3  “中国語｜慶應義塾大学 湘南藤沢キャンパス（SFC） 言語コミュニケーション科目”. 慶應義塾大学 湘南藤沢キャンパス（SFC） 言語コミュニケーション科目. 2025年8月2日閲覧。
5. ↑  “科挙を受けてきました｜shotaro”. note（ノート） (2020年9月18日). 2025年8月2日閲覧。
6. ↑  嚴, 馥 (2019). “中国語内部の多様性とSFC中国語教育”. Keio SFC journal 19 (2):  140–152. doi:10.14991/003.00190002-0140. ISSN 1347-2828.